# Domenico Bastelli
Domenico Bastelli (XVIII secolo – XVIII-XIX secolo) è stato un giurista italiano.
Fu un insegnante di diritto civile e canonico dell'Università degli Studi di Altamura.

## Vita
Bastelli ebbe come insegnante di diritto Marcello Papiniano Cusani presso l'Università degli Studi di Altamura, e in seguito egli stesso divenne insegnante di diritto civile e canonico presso la stessa università. Uno dei suoi allievi fu lo scienziato italiano Luca de Samuele Cagnazzi e le sue lezioni contribuirono a diffondere gli ideali di libertà ed eguaglianza che avrebbero preparato la strada alla Rivoluzione altamurana (la quale si inserisce nel contesto più ampio della Repubblica Napoletana del 1799). Gli è stato intitolato un claustro nella città di Altamura.